# Stéthoscope
 (novembre 2015).

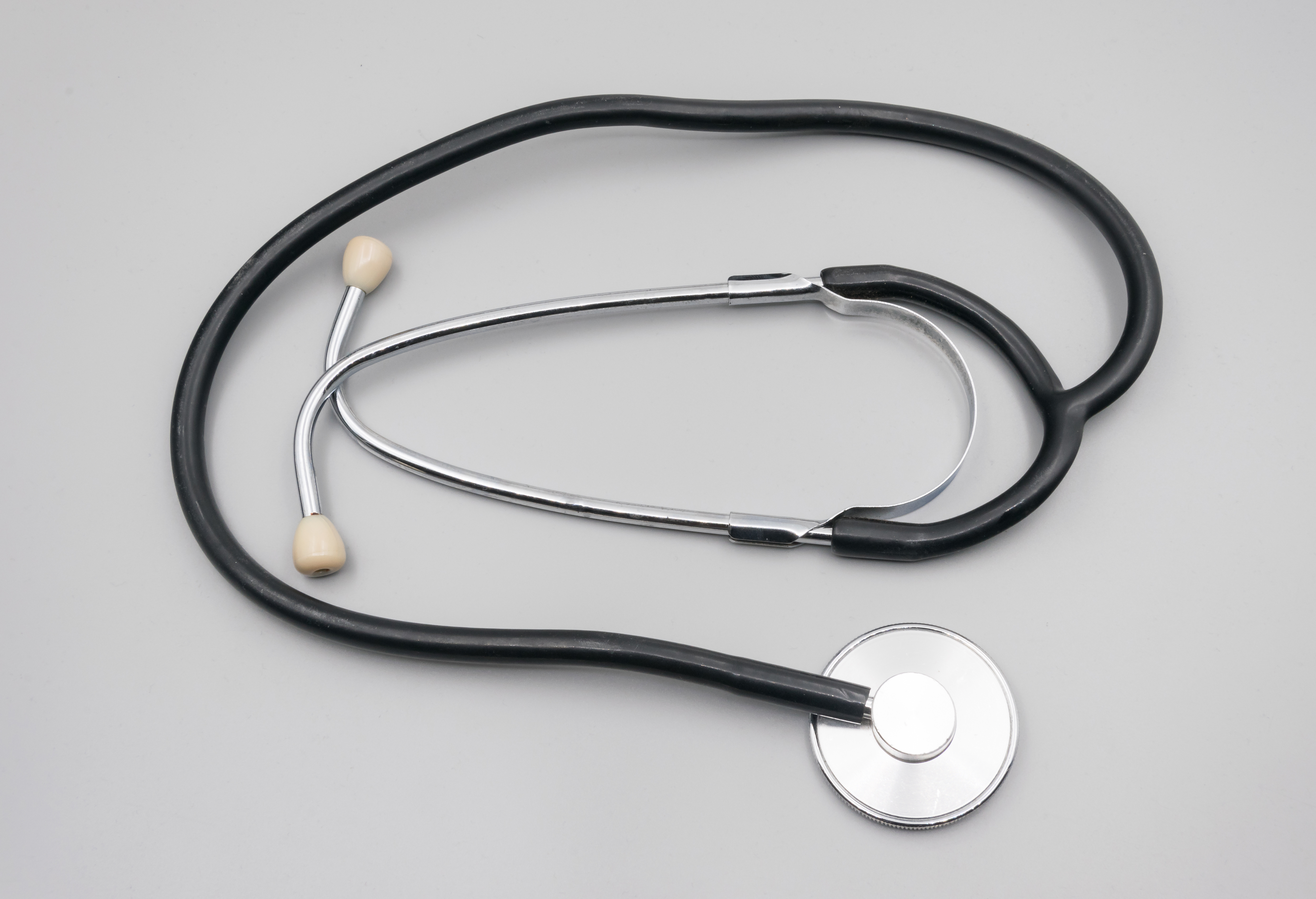
Un stéthoscope de modèle courant.

Un stéthoscope (du grec stêthos (στῆθος), « poitrine », et scope du grec ancien skopein (σκοπεϊν), « observer ») est un instrument acoustique, servant principalement dans le domaine médical ou vétérinaire (du moins pour les animaux d'une certaine taille), pour l'auscultation, c’est-à-dire l'écoute des sons internes du corps. Mais il peut être aussi employé dans d'autres domaines, notamment pour l'identification et la localisation d'un bruit dans un objet, un appareil ou une installation. 

## Historique

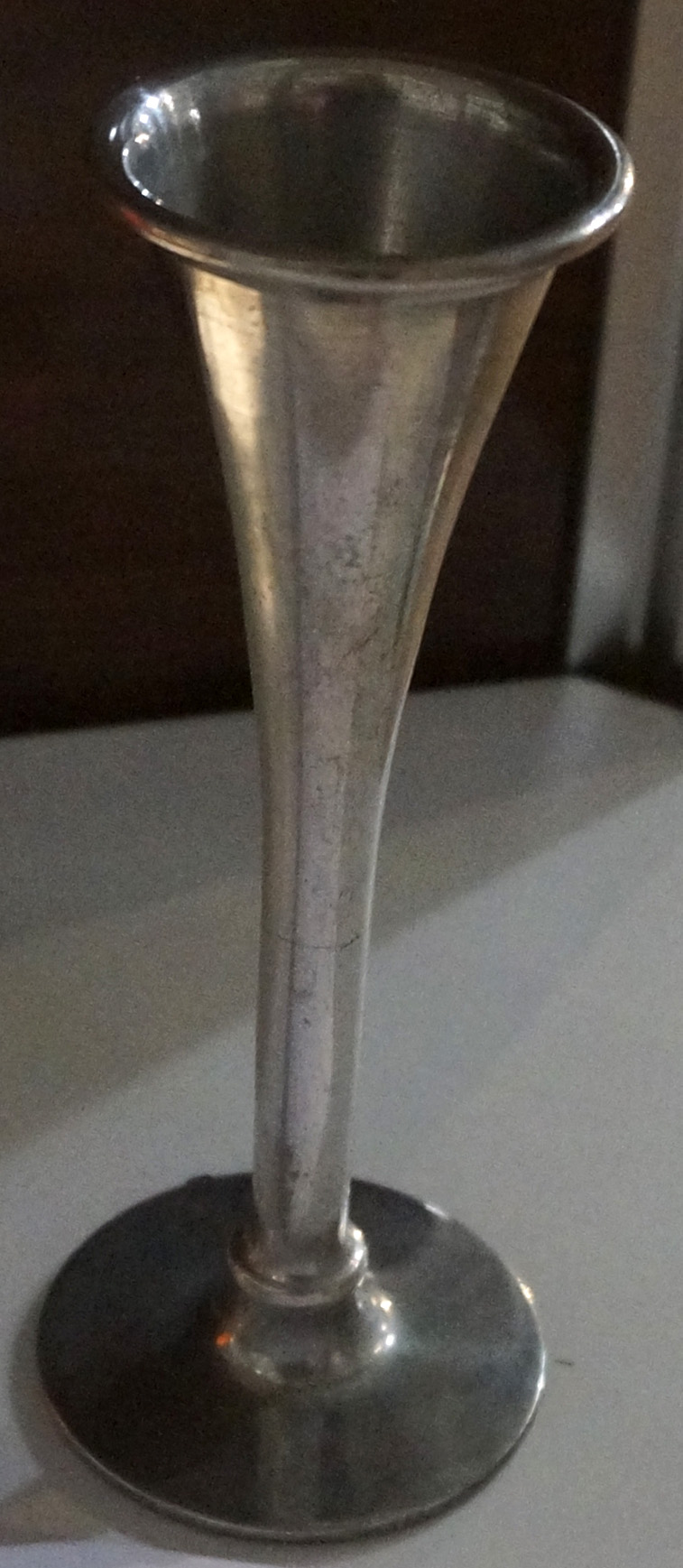
Stéthoscope obstétrical du XIXe siècle d'Adolphe Pinard.

Le stéthoscope a été inventé, selon la tradition,  le 17 février 1816 en France, par le docteur René Laennec. Il ne s'agissait alors que d'une simple liasse de papiers roulés (provenant de son cahier d'observation qu'il emportait toujours avec lui), permettant d'amplifier le son du rythme cardiaque car il consultait alors une patiente de forte corpulence et dont la poitrine atténuait le bruit du cœur, il eut cette idée en observant, quelques minutes plus tôt, des enfants jouant avec des aiguilles sur une poutre en chêne (un enfant était à une extrémité et piquait le bois de son aiguille, le second, à l'autre extrémité devait deviner combien de fois le bois avait été frappé en accolant son oreille à la poutre). Il créa ainsi l'auscultation médiate, par opposition à l'auscultation immédiate où il avait la tête collée à la poitrine du patient. Sa première description écrite de son système remonte au 8 mars 1817. Laennec en construisit ensuite plusieurs modèles en bois.
Le modèle en a été amélioré vers 1830 par Pierre Piorry, qui construisit un adaptateur en ivoire du côté auriculaire. Vers la même époque, un tube flexible relie le pavillon à l'écouteur mais le modèle rigide va encore persister quelques décennies. 
Le stéthoscope bi-auriculaire (pour les deux oreilles) a été imaginé dès 1829 mais construit seulement en 1851. Le tube était en caoutchouc  mais cette solution s'avéra fragile et dut être abandonnée. Un second modèle, plus rigide, vit le jour en 1852 à base de tubes métalliques.
Vers 1840, les Américains Maurice Rappaport et Howard Sprague mirent au point un stéthoscope acoustique moderne, composé de deux pavillons : l'un pour ausculter le cœur, l'autre pour ausculter le poumon. 
Vers 1870, des stéthoscopes différentiels apparaissent :  deux pavillons, montés chacun sur un tube et connectés à une oreille, devaient permettre de comparer l'auscultation à deux endroits différents.
En 1961, le Dr David Littmann créa le stéthoscope contemporain avec son double pavillon réversible, qui reste toujours utilisé de nos jours.
Le premier stéthoscope du monde est aujourd'hui à Nantes car René Laennec a vécu dans cette ville, place du Bouffay notamment de 1788 à 1800. L’un de ses descendants a légué à l’école de médecine une partie de ses objets et manuscrits originaux, dont le célèbre stéthoscope. Aujourd’hui, une salle d’exposition les met en valeur au dernier étage de la faculté de Pharmacie.

## Stéthoscope contemporain

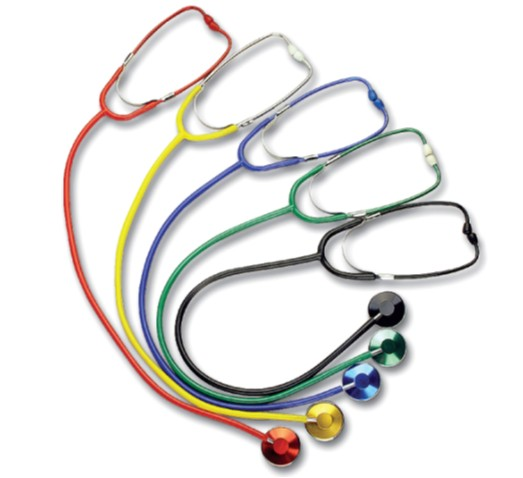
Stéthoscopes modernes.

Actuellement, les stéthoscopes comportent un ou deux pavillons, pièces métalliques pourvues d'une membrane que l'on applique sur la peau du patient. Cette membrane, mise en vibration par les sons corporels, est reliée par un ou deux tubes souples en caoutchouc aux embouts que l'opérateur place dans ses oreilles. L'intérêt de la membrane est cependant discuté. La rigidité du système au niveau auriculaire, se fait grâce à une armature métallique : la lyre. Par sa construction, il constitue un amplificateur acoustique (large pavillon, petits écouteurs). Les capteurs peuvent filtrer certaines fréquences, pour recueillir les sons plus spécifiquement aigus ou graves, selon les diagnostics à effectuer. Des modèles à amplification électronique ont été construits,, sans réel succès commercial.
Le stéthoscope est utilisé par les professionnels de santé afin d'écouter les battements cardiaques, le murmure respiratoire, le thrill artériel, les bruits abdominaux ou fœtaux, ou encore utilisé lors de la prise de la tension artérielle.
S'inscrivant dans la double tendance du développement des objets connectés et de l'informatisation de la médecine générale, des stéthoscopes dits « électroniques », « numériques » ou « connectés » sont apparus. Associés à des logiciels de traitement et d'annotation, ils permettant de repérer et classer de manière automatisée des signaux discrets, non-stationnaires dans les sons cardiaques lors de l'auscultation du cœur. Ils permettent par exemple de mieux détecter chez l'enfant les cas de communication interventriculaire (CIV), de sténose valvulaire pulmonaire (SVP) ou de persistance du canal artériel (PCA) en se basant sur la localisation de la zone où le souffle est perçu avec le plus d'intensité ; et ils seront peut-être bientôt utilisables comme périphérique informatique (sans fil) de téléauscultation,  dans le cadre de la télémédecine puis reliés à des intelligences artificielles. 
Effectivement, en 2022, la Food and Drug Administration, aux États-Unis, a validé des algorithmes de détection de fibrillation auriculaire et de souffles au cœur ; et en 2024, elle a validé un système de stéthoscope intégrant un algorithme d'intelligence artificielle, créé avec la Mayo Clinic (institut de recherche médicale et hospitalière, à but non lucratif), qui détecte des anomalies cardiaques, dans 85 % des cas. Cette intelligence artificielle est développée par Eko Health, qui selon ses dires avait en avril 2024 déjà vendu plus d'un demi-million de ses stéthoscopes numériques.

## Intérêt médical
C'est un appareil non intrusif, qui n'a pas d'effet secondaire. Il donne de nombreuses informations sur l'état du patient. Il est très utilisé pour ausculter le cœur ou les poumons. Le stéthoscope est également indispensable en anesthésie-réanimation, notamment lors de l'intubation trachéale. En urgence, on peut s'en servir pour diagnostiquer les fractures du fémur (fiabilité supérieure à 80%).

## Utilisations non médicales

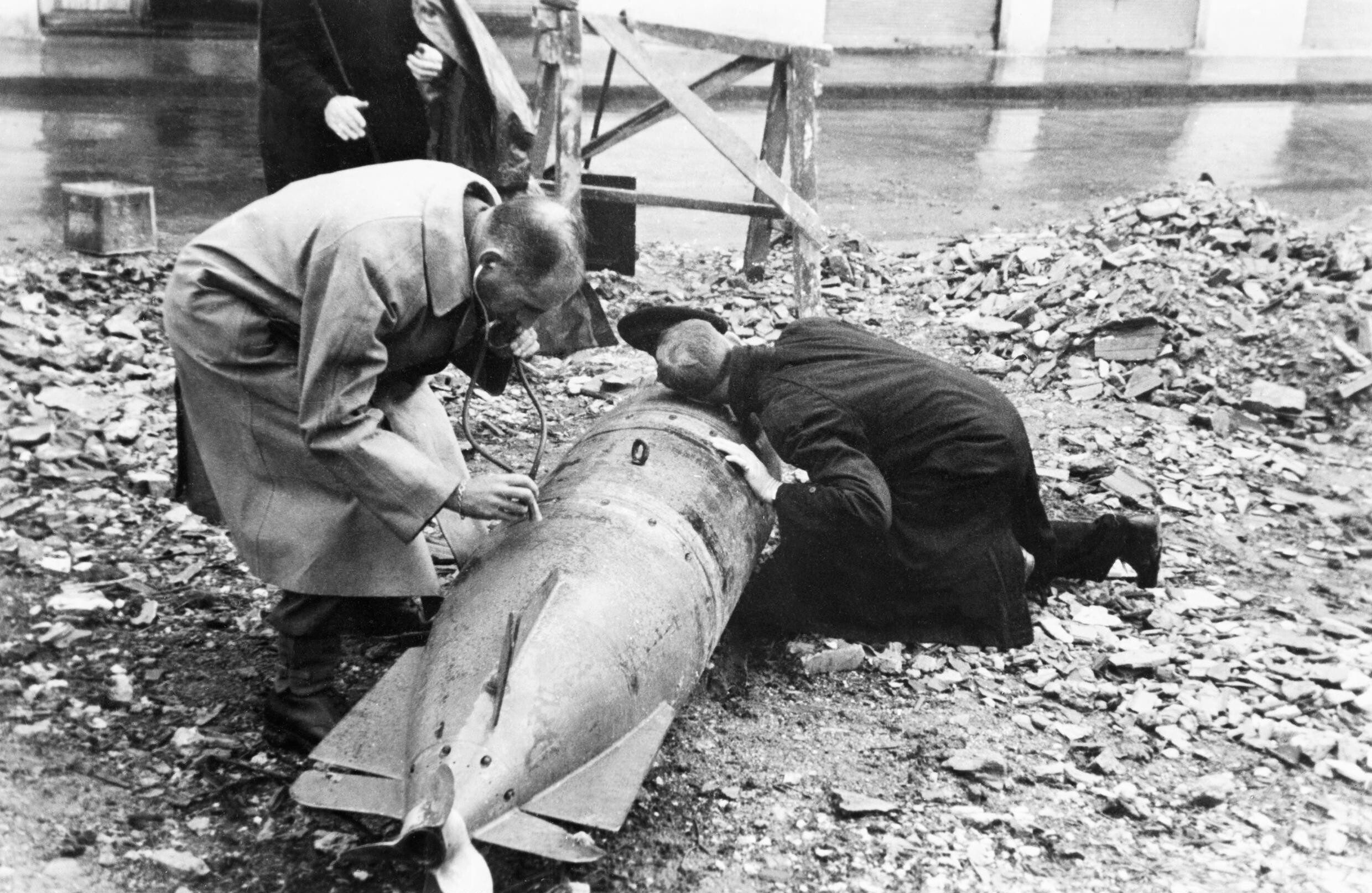
En novembre 1942, deux membres d'une équipe de déminage auscultent une bombe ou une torpille ennemie larguée par parachute près d'Alger. L'un d'eux utilise un stéthoscope.

Le stéthoscope peut être utile pour « ausculter » non pas un être vivant, mais un objet, un appareil ou une installation. Par exemple : 
- pour le déminage d'un engin explosif, afin de repérer et d'analyser les bruits produits par un éventuel système de mise à feu avant de l'ouvrir et de le neutraliser ;
- en plomberie, apposé sur une tuyauterie ou un mur, pour infirmer ou confirmer l'existence d'une fuite, et dans ce dernier cas pour la localiser, plus particulièrement quand il s'agit d'une installation complexe ou d'accès difficile, où l'examen visuel est malaisé ;
- en mécanique, apposé sur une pièce afin de détecter les bruits suspects qui peuvent être la cause d'un mauvais fonctionnement ou d'une panne : les vibrations dues à, par exemple,  l'usure d'un engrenage ou l'écaillage d'une bille de roulement provoquent une modification du bruit de fonctionnement reconnaissable par une oreille entraînée ;
- en serrurerie, apposé près d'une serrure que l'on souhaite ouvrir sans la clef ou le code, par exemple celle d'une porte blindée ou d'un coffre-fort, afin d'analyser le bruit produit par les éléments internes de celle-ci lorsqu'on la manœuvre, manuellement ou avec un instrument (qui peut être un passepartout).